# Justo Gallego Martínez

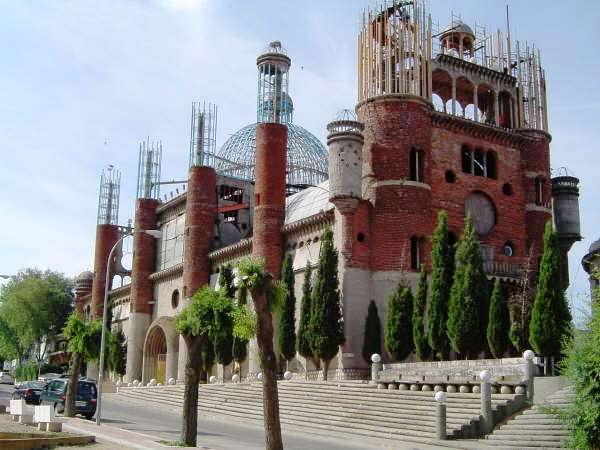
Tzv. Catedral de Justo

Justo Gallego Martínez (20. září 1925, Soria, Španělsko – 28. listopadu 2021, Madrid) byl španělský mnich, který 60 let stavěl vlastní chrám v Mejorada del Campo poblíž Madridu. Po jeho upoutání na lůžko se o pokračování stavby staral jeho dlouholetý přítel a jediný stálý pomocník Ángel López. Podle něj by stavba mohla být dokončena do 2–5 let.

## Život
Syn selské rodiny musel v 27 letech odejít kvůli tuberkulóze z trapistického kláštera v Santa María de Huerta Soria. Po překvapivém uzdravení začal v říjnu 1961 z vděčnosti Bohu stavět kostel („katedrálu“) v místě jím zděděné nemovitosti. Poslední roky se o něj stará přítel a pomocník Ángel López. Podle jeho sdělení je Justo v posledních měsících upoután na lůžko. Justo se na stavbě chrámu aktivně podílel až do roku 2019.

## Stavba chrámu
Justo Gallego Martínez na stavbě katedrály pracoval i přes svůj pokročilý věk (až do 94 let), bez oficiální podpory katolické církve, bez plánů a bez stavebního povolení, většinou sám, někdy s pomocí šesti synovců a dobrovolníků. Občas se obrací o pomoc i k odborníkům. Práci financuje prostřednictvím prodeje a pronájmu zemědělské půdy, kterou zdědil, nebo prostřednictvím soukromých darů. V roce 2005 ve Španělsku jeho rozestavěný chrámu proslavila reklamní kampaň na nápoj Aquarius.
Po dlouhá léta ho v městečku Mejorada ležícím 20 km od Madridu nazývali „šíleným mnichem“. Dnes, kdy Justo získal mezinárodní uznání (dokonce v Muzeu of Modern Art v New Yorku je fotografická výstava stavby jeho chrámu) se jeho stavba stala turistickou atrakcí. Míří k ní mnoho turistů z celého světa, kteří znamenají pro jinak vcelku nezajímavé městečko značný přínos do pokladen místních podnikatelů a obce. Díky tomu se konečně Justo dočkal uznání a finanční i fyzické pomoci i od svých spoluobčanů.
Martinez nazývá svůj chrám catedral Nuestra Señora del Pilar, Madre de Dios (katedrála Panny Marie, Matky Boží). Mezi lidmi se zakořenil jednodušší název Catedral de Justo. Jeho chrám je 55 metrů dlouhý, 25 široký a 35 vysoký. Justovým jediným přáním na sklonku života je být pochován v kryptě svého celoživotního díla.

### Konstrukce
Stavba je klasická bazilika stavěná ve španělském stylu s impozantním západním průčelím, hlavní lodí, s galeriemi, s klenbami a kopulí. Má dokonce i rozsáhlou kryptu. 
Většina stavebních materiálů a nářadí, které užívá, jsou recyklované. I používané každodenní předměty a materiály byly darovány stavebními firmami a nedalekou továrnou. Vysoké sloupy jsou postaveny z vybouraných cihel a vyplněny betonem, klenby Justo tvoří ze starých ocelových pružin vyplněných betonem, jako bednění mu často slouží i lepenkové krabice.